# Chiesa cattolica in Iran

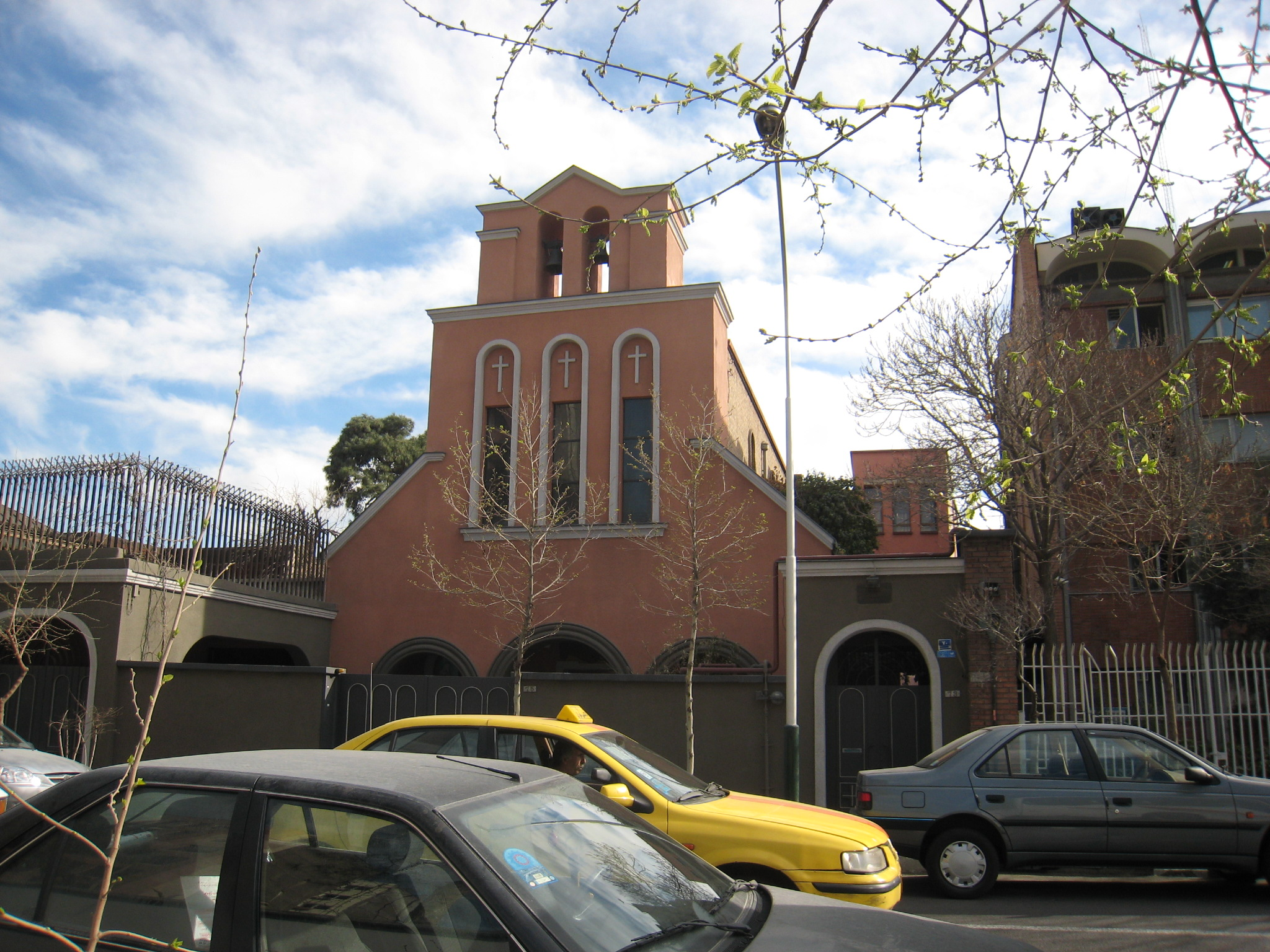
La cattedrale cattolica di rito latino a Teheran

La Chiesa cattolica in Iran è parte della Chiesa cattolica universale in comunione con il vescovo di Roma, il papa.

## Storia
La cristianizzazione in Persia fu opera della Chiesa d'Oriente, dopo il Concilio di Efeso chiesa autocefala e non più in comunione con la cattolicità. Tra le diocesi ubicate all'interno dell'attuale Iran spiccava soprattutto l'arcidiocesi di Beth Lapat, fondata intorno al 250 dal vescovo di Antiochia, Demetriano, ivi deportato, e sopravvissuta con alterne vicende fino al XIV secolo.
La storia della Chiesa cattolica romana in Iran prese avvio nel XIII secolo con l'arrivo di alcuni frati domenicani nel nord-ovest del paese. L'introduzione del cristianesimo fu favorita dai khan mongoli, che dominavano all'epoca il Paese.
La prima gerarchia cattolica venne istituita nel 1318: il 1º aprile di quell'anno, con la bolla Redemptor noster, papa Giovanni XXII eresse l'arcidiocesi di Soltaniyeh, a cui affiancò sei vescovi suffraganei.

## Situazione
La Chiesa cattolica rappresenta in Iran una delle comunità cristiane più antiche, anche se i cattolici nel Paese sono solo una sparuta minoranza: al 31 dicembre 2005, su 69 milioni di iraniani, i cattolici erano 24.565, ossia lo 0,035% della popolazione totale.
I cristiani in Iran vivono principalmente nella capitale Teheran e nelle città di Isfahan e Shiraz.

## Legislazione in materia di religione
L'Iran è ufficialmente una repubblica islamica.

La Costituzione (art. 13) riconosce la presenza di tre religioni minoritarie: cristianesimo, ebraismo e zoroastrismo e le tutela anche per mezzo di una rappresentanza ad esse riservata all'interno del Parlamento nazionale, fatto unico all'interno dei paesi islamici contemporanei. Comunque, convertirsi dall'islam a un'altra religione o rinunciare all'islam è considerato apostasia e secondo il Corano è un reato capitale che può essere punito anche con la pena di morte.
La legislazione prevede anche il reato di blasfemia contro l'Islam, punibile persino con la morte. Tuttavia non si hanno notizie di processi per blasfemia in Iran negli ultimi 40 anni conclusisi con tale pena o pene detentive pesanti, a differenza di quanto accade nei paesi sunniti confinanti.
Secondo i dettami del Corano, i cristiani non possono svolgere alcuna opera di evangelizzazione rivolta ai musulmani, ma in Iran spiccano per la loro opera educativa, assai stimata dall'élite economica e sociale del paese.
Le tre comunità religiose riconosciute in quanto "genti del libro" vivono come "protette" secondo i dettami del Corano, a differenza di quanto accade nei paesi fondamentalisti sunniti godono di larga autonomia interna per quanto concerne il restauro dei propri templi ed istituzioni, l'insegnamento della propria lingua sacra e delle proprie tradizioni culturali e religiose, l'attività delle proprie scuole di comunità rivolte prima di tutto ai giovani (riconosciute e finanziate dallo Stato), la gestione degli affari interni alla propria comunità. Un contatto diretto con le tre comunità, che ad esempio nella città di Isfahan condividono una presenza spesso secolare, è per tutti il modo migliore di rendersi conto del singolare equilibrio interreligioso raggiunto in questo antico paese.

## Organizzazione ed istituzioni
La Chiesa cattolica è presente in Iran con 6 diocesi, di tre diversi riti liturgici:
- di rito caldeo:
  - arcieparchia di Ahwaz,
  - arcieparchia di Teheran,
  - arcieparchia di Urmia,
  - eparchia di Salmas;
- di rito armeno:
  - eparchia di Ispahan;
- di rito latino:
  - arcidiocesi di Teheran-Ispahan.

L'Annuario pontificio del 2011 e precedenti, segnala in Iran la presenza di 21.400 cattolici, di cui 3.400 caldei, 8.000 armeni e 10.000 di rito latino; in tutto i sacerdoti cattolici sono 18 e 18 le parrocchie.

## Nunziatura apostolica
Fin dall'Ottocento è esistita nel Paese la delegazione apostolica della Persia, eretta da papa Pio IX distaccandola da quella della Mesopotamia. Il 2 maggio 1953 Santa Sede ed Iran hanno stabilito relazioni diplomatiche, con l'istituzione dell'internunziatura in forza del breve Quantum utilitatis di papa Pio XII. La nunziatura apostolica è stata istituita il 25 marzo 1966 con il breve Amicae necessitudinis di papa Paolo VI.

### Delegati apostolici
- Henri-Marie Amanton, O.P. † (25 maggio 1860 - prima del 7 marzo 1865 dimesso)[1]
- Nicolás Castells, O.F.M.Cap. † (23 novembre 1866[2] - 7 settembre 1873 deceduto)
- Zaccaria Fanciulli, O.F.M.Cap. † (7 settembre 1873 succeduto[3] - 4 novembre 1873 deceduto)
- Augustin-Pierre Cluzel, C.M. † (30 marzo 1874 - 12 agosto 1882 deceduto)[4]
- Jacques-Hector Thomas, C.M. † (4 maggio 1883 - 9 settembre 1890 dimesso)[5]
- Hilarion-Joseph Montéty, C.M. † (13 febbraio 1891 - 1896 dimesso)[6]
- François Lesné, C.M. † (20 aprile 1896 - 11 febbraio 1910 deceduto)[7]
- Jacques-Emile Sontag, C.M. † (13 luglio 1910 - 27 luglio 1918 deceduto)
- Angelo Maria Dolci † (? - 21 dicembre 1921 dimesso)
- Adriano Smets † (13 gennaio 1922 - 1931 dimesso)
- Egidio Lari † (1º giugno 1931 - 1935 dimesso)
- Alcide Giuseppe Marina, C.M. † (7 marzo 1936 - 18 maggio 1945 nominato delegato apostolico in Turchia)
- Paolo Pappalardo † (7 agosto 1948 - 19 marzo 1953 nominato internunzio apostolico in Siria)

### Internunzi apostolici
- Raffaele Forni † (31 luglio 1953 - 24 settembre 1955 nominato nunzio apostolico in Venezuela)
- Giuseppe Paupini † (2 febbraio 1956 - 25 febbraio 1957 nominato nunzio apostolico in El Salvador e del Guatemala)
- Lino Zanini † (24 agosto 1957 - 16 giugno 1959 nominato nunzio apostolico in Repubblica Dominicana)
- Vittore Ugo Righi † (13 luglio 1959 - 1º febbraio 1964 nominato nunzio apostolico in Paraguay)
- Salvatore Asta † (23 marzo 1964 - 1966 nominato nunzio apostolico)

### Pro-nunzi apostolici
- Salvatore Asta † (1966 - 7 giugno 1969 nominato pro-nunzio apostolico in Turchia)
- Paolino Limongi † (9 luglio 1969 - 13 marzo 1971 dimesso)
- Ernesto Gallina † (13 marzo 1971 - 4 gennaio 1976 nominato officiale della Segreteria di Stato)
- Annibale Bugnini, C.M. † (4 gennaio 1976 - 3 luglio 1982 deceduto)
- Giovanni De Andrea † (26 gennaio 1983 - 22 novembre 1986 nominato pro-nunzio apostolico in Algeria e in Tunisia e delegato apostolico in Libia)
- John Bulaitis † (11 luglio 1987 - 30 novembre 1991 nominato pro-nunzio apostolico in Corea)
- Romeo Panciroli, M.C.C.I. † (18 marzo 1992 - 1º febbraio 1994 nominato nunzio apostolico)

### Nunzi apostolici
- Romeo Panciroli, M.C.C.I. † (1º febbraio 1994 - aprile 1999 ritirato)
- Angelo Mottola † (16 luglio 1999 - 25 gennaio 2007 nominato nunzio apostolico in Montenegro)
- Jean-Paul Aimé Gobel (10 ottobre 2007 - 5 gennaio 2013 nominato nunzio apostolico in Egitto)
- Leo Boccardi (11 luglio 2013 - 11 marzo 2021 nominato nunzio apostolico in Giappone)
- Andrzej Józwowicz, dal 28 giugno 2021

## Assemblea degli ordinari
Elenco dei Presidenti della Conferenza episcopale iraniana:
- Arcivescovo Youhannan Semaan Issayi (1980 - 1995)
- Vescovo Vartan Tékéyan, I.C.P.B. (1995 - 1999)
- Arcivescovo Thomas Meram (2000 - 2003)
- Arcivescovo Ignazio Bedini, S.D.B. (maggio 2003 - 2007)
- Arcivescovo Ramzi Garmou (2007 - novembre 2011)
- Arcivescovo Ignazio Bedini, S.D.B. (novembre 2011 - 20 gennaio 2015)
- Arcivescovo Ramzi Garmou, dal 2015